# Bolivias nationalvåben
Bolivias nationalvåben har i den nuværende form været benyttet af Bolivia som nationalvåben siden 1963. Det nuværende våben er baseret på det tidligere nationalvåben fra 1888 og fik ved ændringen i 1963 en mere klar grafisk streg.
I nationalvåbenets centrum indgår en oval med symboler fra Bolivia. I ovalen er afbildet bjerget Cerro Rico (Det rige bjerg) i Potosí med en opgående sol. Foran bjerget står Bolivias nationaldyr, en Alpaka, et kornneg og et brødfrugtstræ, der alle symboliserer Bolivia naturressourcer. Alpakaen står på en grøn slette foran bjerget; både sletten og bjerget symboliserer Bolivias forskelligartede terræn.
Ovalen er omgivet af en blå kant, hvor i med guldbogstaver er skrevet landets navn på spansk "Bolivia" og nederst afbildet 10 stjerner. De ti stjerner symboliserer Bolivias 9 departementer samt det tidligere departement Litoral, som Bolivia ved Stillehavskrigen måtte afstå til Chile, men som landet fortsat gør krav på. Den 10. stjerne blev indføjet i nationalvåbnet ved opdateringen i 1963.
Omkring og bagved ovalen er afbildet to sæt af faner med det bolivias flag, to kanonløb, to par musketerer, en stridsøkse og en frygisk hue (jakubinerhue). Genstandene symboliserer bolivianernes vilje til at kæmpe for deres frihed og hjemland. Over ovalen er afbildet en kondor og en laurbærkrans.

## Galleri
- Bolivias første nationalvåben fra 1825-1888
- Bolivias nationalvåben fra 1888 til 1963
- Bolivias statsflag
- Bolivias militærflag

## Literatur
- Karl-Heinz Hesmer: Flaggen und Wappen der Welt. Geschichte und Symbolik der Flaggen und Wappen aller Staaten. Gütersloh: Bertelsmann Lexikon Verlag, 1992. ISBN 3-570-01082-1

## Eksterne links
- Bolivia could put coca leaves on coat of arms, Reuters.com